# John Bartels
John Olof Bartels, född 19 december 1917 i Saskatchewan, Kanada, död 27 augusti 1984, var en kanadensisk-svensk konstnär. 
Bartels bedrev konststudier i Kanada och USA. Han blev svensk medborgare 1948. Hans konst består av figursaker och landskap, abstrakta teckningar varav några har blivit förlagor till glasdekorer. I samband med Carl XVI:s vigsel med Silvia målade han ett 10 x11 meter stort porträtt av brudparet.